# 聖公会
聖公会（せいこうかい）、国際的な名称としては アングリカン・チャーチ（英語: Anglican Church, Anglican Episcopal Church, Anglicanism）は、イングランド国教会（Church of England）の系統に属するキリスト教の教派。
聖公会は自らを、西方教会におけるカトリック教会とプロテスタントの中間として位置づけ、そのことから「中道（Via Media）」の教会であると自認している。
世界各地にある聖公会の諸教会の世界的連合を、アングリカン・コミュニオン（Anglican Communion）という。一方で、「聖公会」という用語は、アングリカン・コミュニオンやその管区に属さず、主教制を持つ教会全般にも広く用いられる。例えば、北米聖公会のような独立聖公会も存在している。
「聖公会」という漢語名称は「使徒信経」および「ニケヤ信経」に出てくる「聖なる公同の教会」（holy catholic Church）に由来し、非公式には19世紀中葉から香港・中国で使われ始め、正式には1887年から日本聖公会で、その後中華聖公会・大韓聖公会でも用いられるようになった名称である。

## 概要

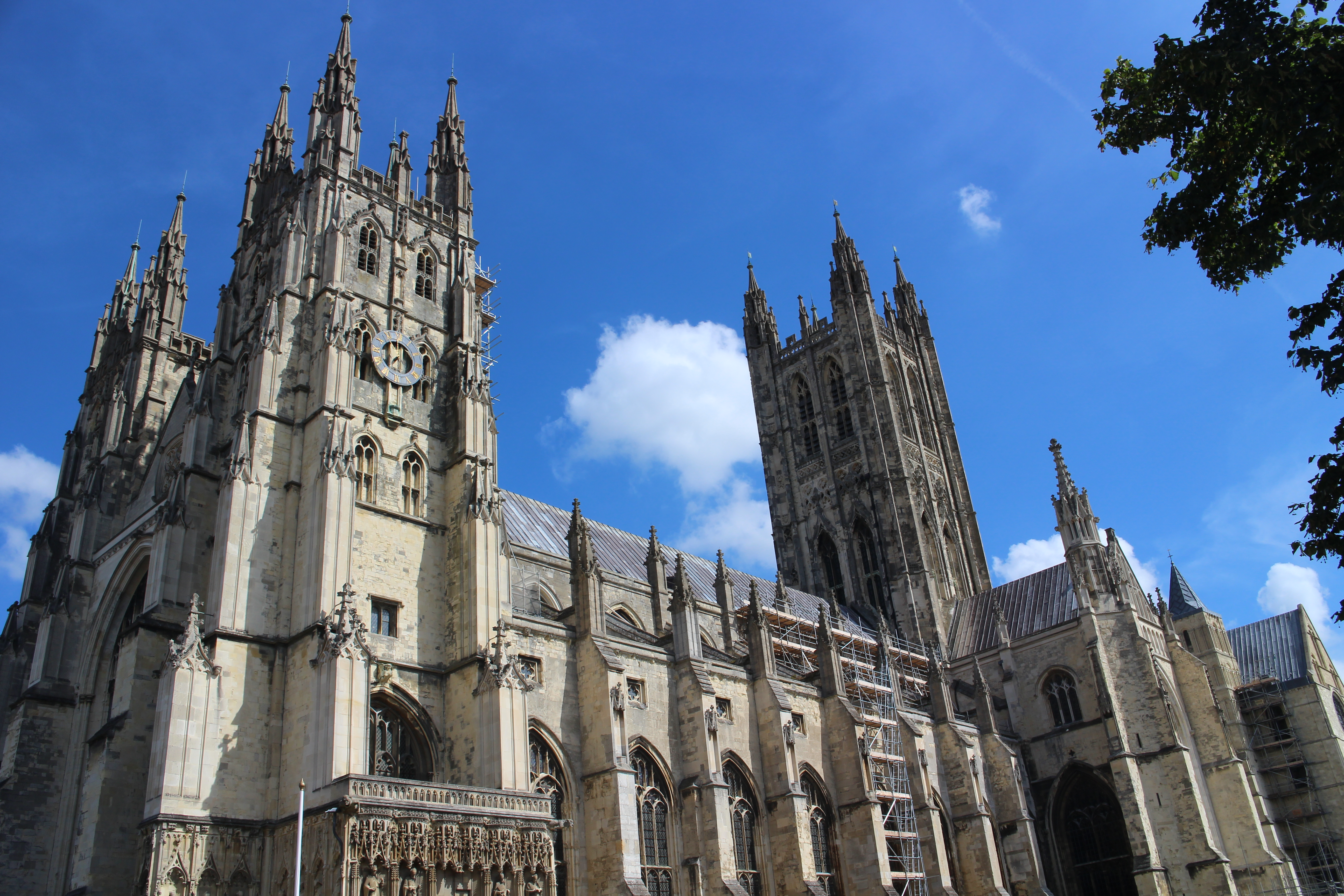
聖公会の総本山であるカンタベリー大聖堂
（世界遺産、カンタベリー管区）

アングリカン・コンパス・ローズ
聖公会のシンボルマーク

### 信仰の規範
聖公会の信仰の規範となる教条としては、1563年に制定された『イングランド国教会の39箇条』（聖公会大綱）があるが、全聖公会に必須の教条というわけではない。聖公会の日本での組織である日本聖公会においては批准されていない。
清教徒革命中の1646年には、カルヴァン主義に基づく『ウェストミンスター信仰告白』がイングランド・スコットランドに共通する教条として宣言されたが、1660年の王政復古によって廃止された。その後、1689年の名誉革命ののち、スコットランド国教会においてはこの教条が再度採択され、世界中の長老派教会において教条とされて現代に至るが、イングランド国教会および聖公会の諸教会においては教条としていない。
「教会一致のための最低条件」として全聖公会が信認する教条としては、1886年、シカゴで開かれた米国聖公会の総会にて可決され、2年後の1888年に開かれた第3回ランベス会議で承認された、「シカゴ－ランベス四綱領」がある。
- 「シカゴ－ランベス四綱領」要約

1. 救いに必要な全てのことを載せたものであり、信仰の規範と究極の標準としての旧約と新約の聖書。
2. 洗礼の象徴としての使徒信経と、キリスト教信仰の十分な宣言としてのニケヤ信経。
3. キリストの制定語と彼によって命じられたエレメント（洗礼における水、聖餐におけるパンとワイン）を間違いなく使って執行される、キリストご自身の制定にかかる洗礼と主の晩餐の二つのサクラメント。
4. 神がご自分の教会の一致の中に召された国民や人民の様々な必要に対応して、その運用方法を地方的に適合させる歴史的主教職。

### ハイ・チャーチ、ロウ・チャーチとブロード・チャーチ
聖公会には、伝統的な典礼を重んじカトリック的な傾向が強い「高教会派/ハイ・チャーチ/アングロ・カトリック」（High church/Anglo-Catholic）と、福音主義的でプロテスタント的な傾向が強い「低教会派/ロウ・チャーチ/エヴァンジェルズ」 (Low church/Evangels) 、またその中間的な姿勢で自由主義的な「広教会派/ブロード・チャーチ/リベラルズ」（Broad church/Liberals）があるが、これは正式な教会組織ではなくて、いずれも同じ主教の監督下で運営されている。元々、聖公会はクエーカーやメソジストなどプロテスタントの多くの教派を生み出した母体で、様々な考えの人々を許容・包含している。よって、各々の教会によっては無論、さらにその中でも各聖職者や信徒個人によって濃淡はまちまちである。
また、ハイ・チャーチ⇔ロウ・チャーチという分類はあくまで典礼面において伝統的であるか否かであり、社会的思想や組織体質、また神学的理解においての保守的⇔革新的な傾向とは必ずしも一致しない。典礼面では伝統的でありながら、思想的にはリベラル傾向である教会・聖職者や、その逆のケースも多々存在する。

### アングリカン・コンパス・ローズ
アングリカン・コミュニオンのエンブレム、コンパス・ローズは、1954年、米国ミネソタ州ミネアポリスの聖マルコ大聖堂で開催された第2回国際聖公会会議のために作られ、1988年に現在のデザインにリニューアルされて、第12回ランベス会議中にカンタベリー大聖堂の床に置かれた。中央は、イングランドの国旗である聖ジョージ十字。十字架の周りに「真理はあなたたちを自由にする」（『ヨハネによる福音書』第8章32節）とギリシア語で刻まれており、コンパスは聖公会の世界中への広がりを思い起こさせる。一番上のマイター（主教帽）は、教会の核心にある主教制と使徒継承を象徴している。

## 教義・様式

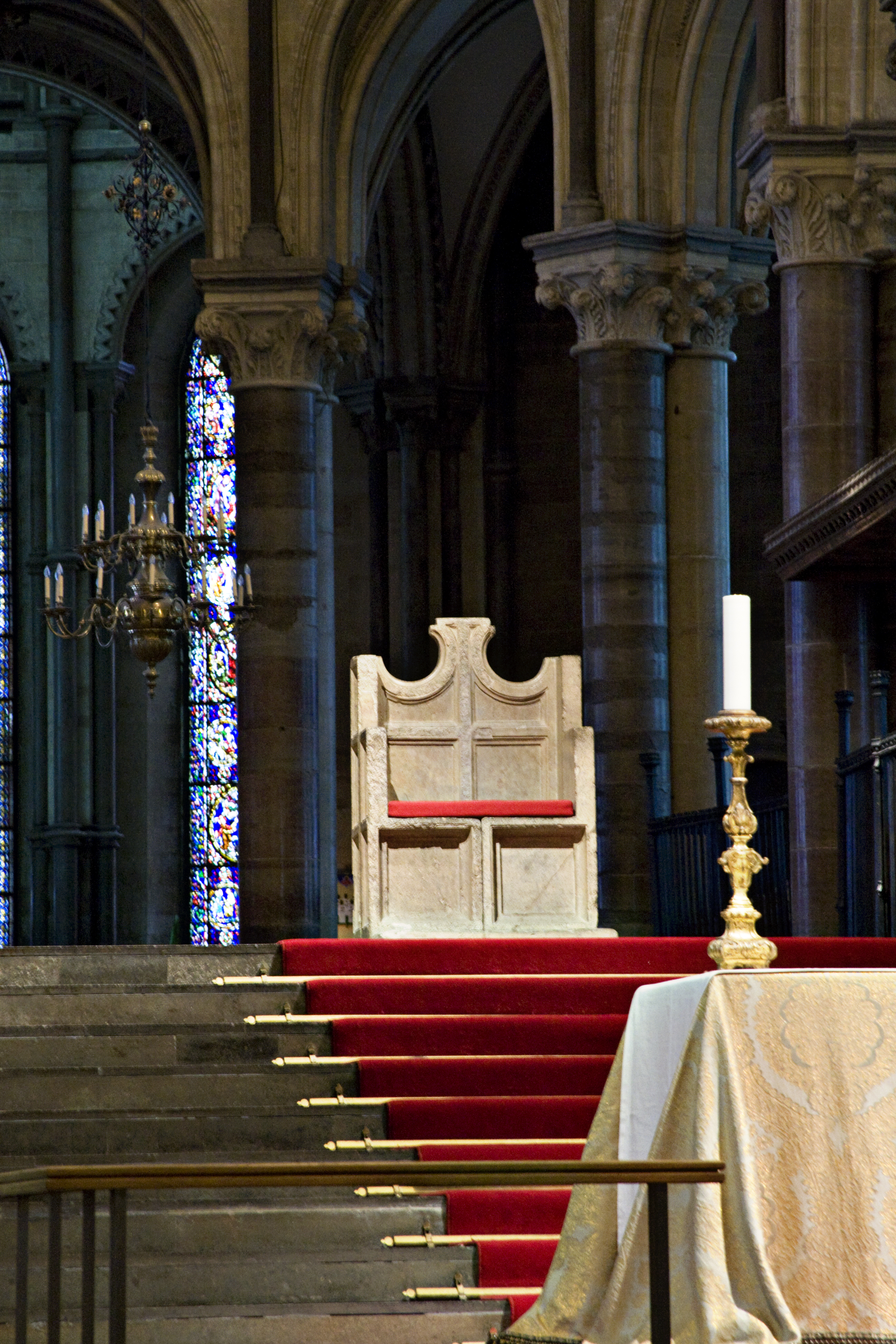
カンタベリー大聖堂の大主教座（椅子）

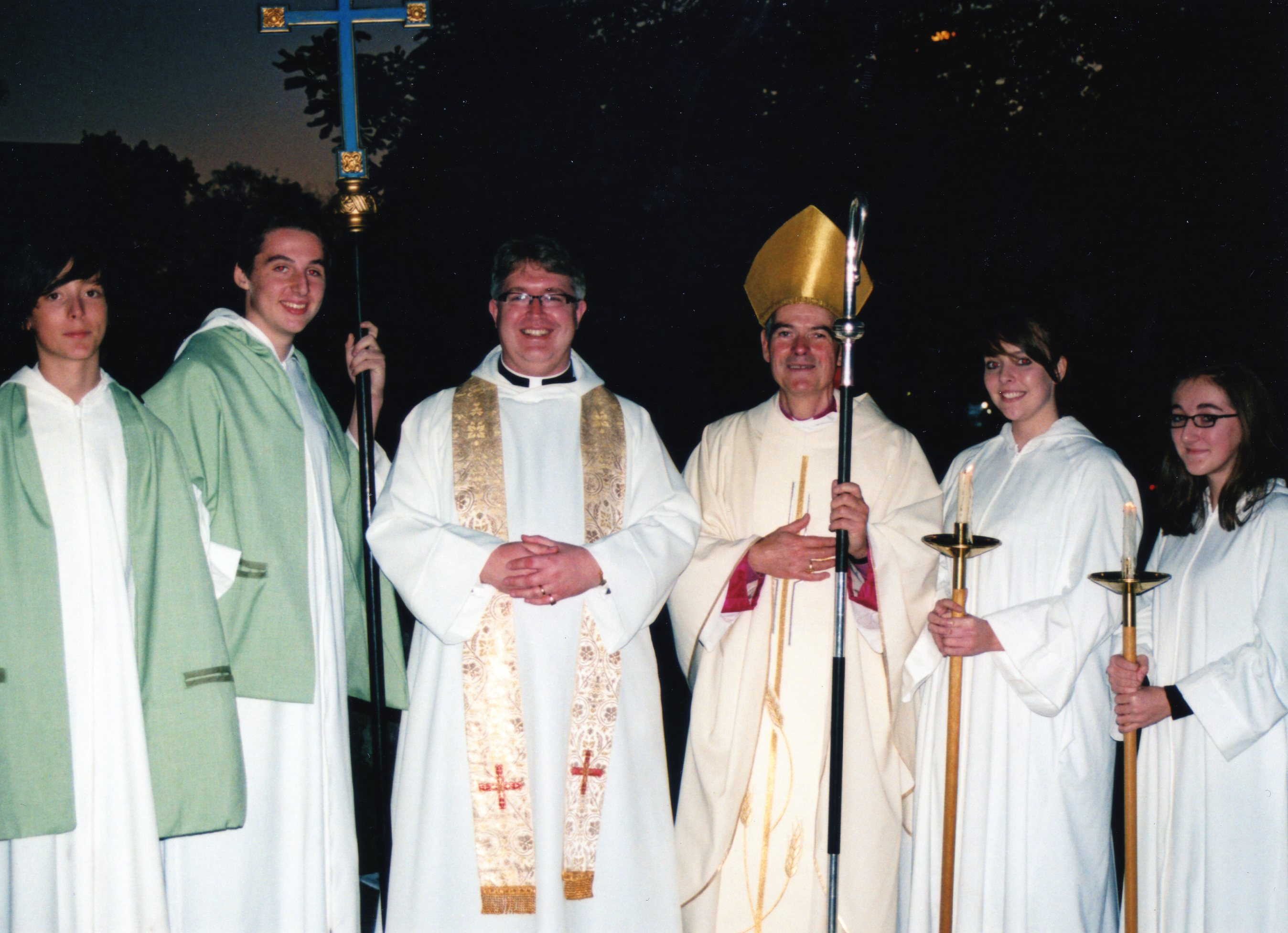
両脇の4名はアコライト（侍者）。中央左側の司祭はアルブと白のストールを着用し、中央右側の主教は白のチャジブルと金色のマイター（主教帽）を身に着け、牧杖（パストラル・スタッフ）を持っている。

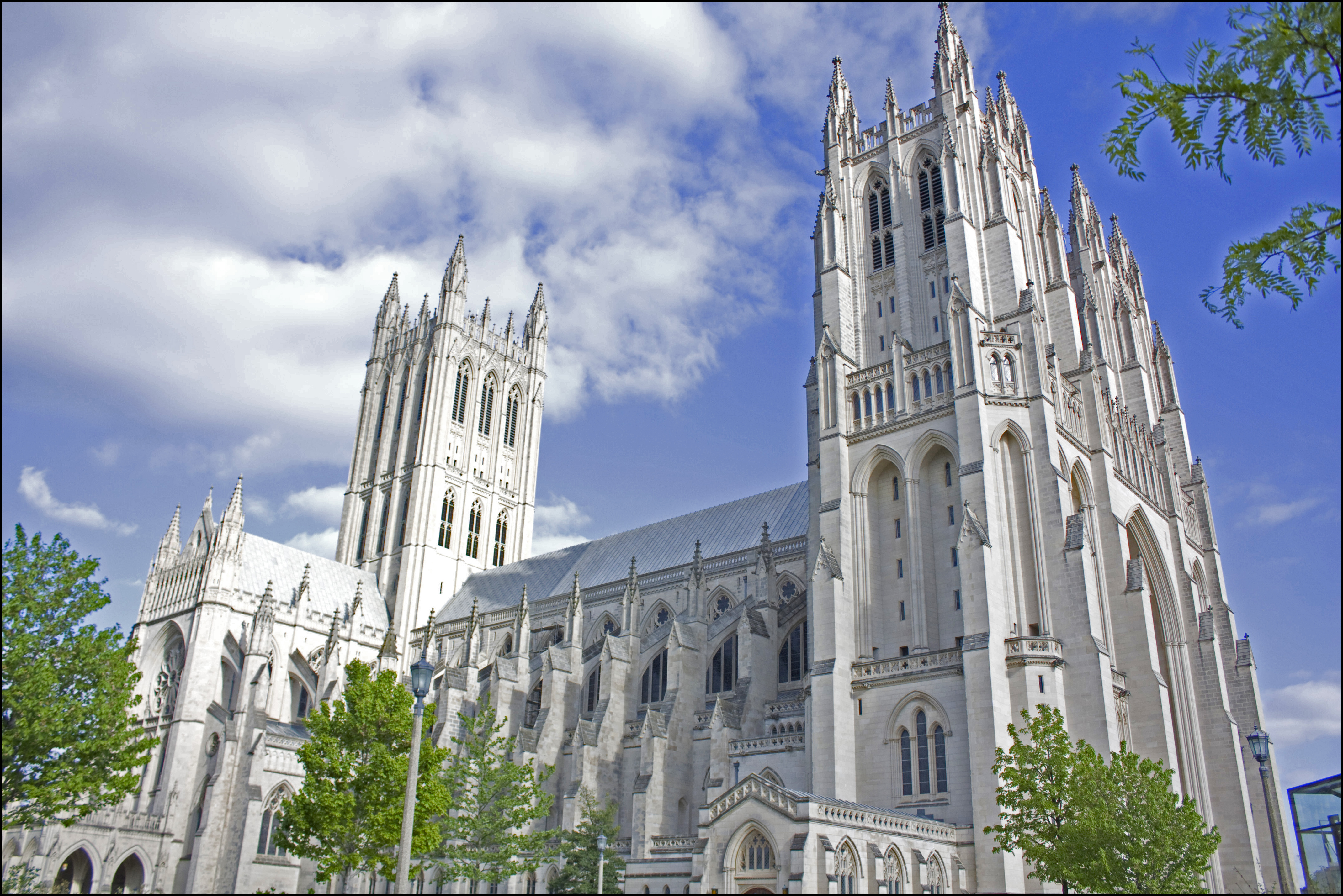
米国聖公会の総裁主教がいるワシントンD.C.教区の主教座聖堂である「ワシントン大聖堂」。大統領の就任時、元大統領の葬儀など国家的行事にも使用されている。

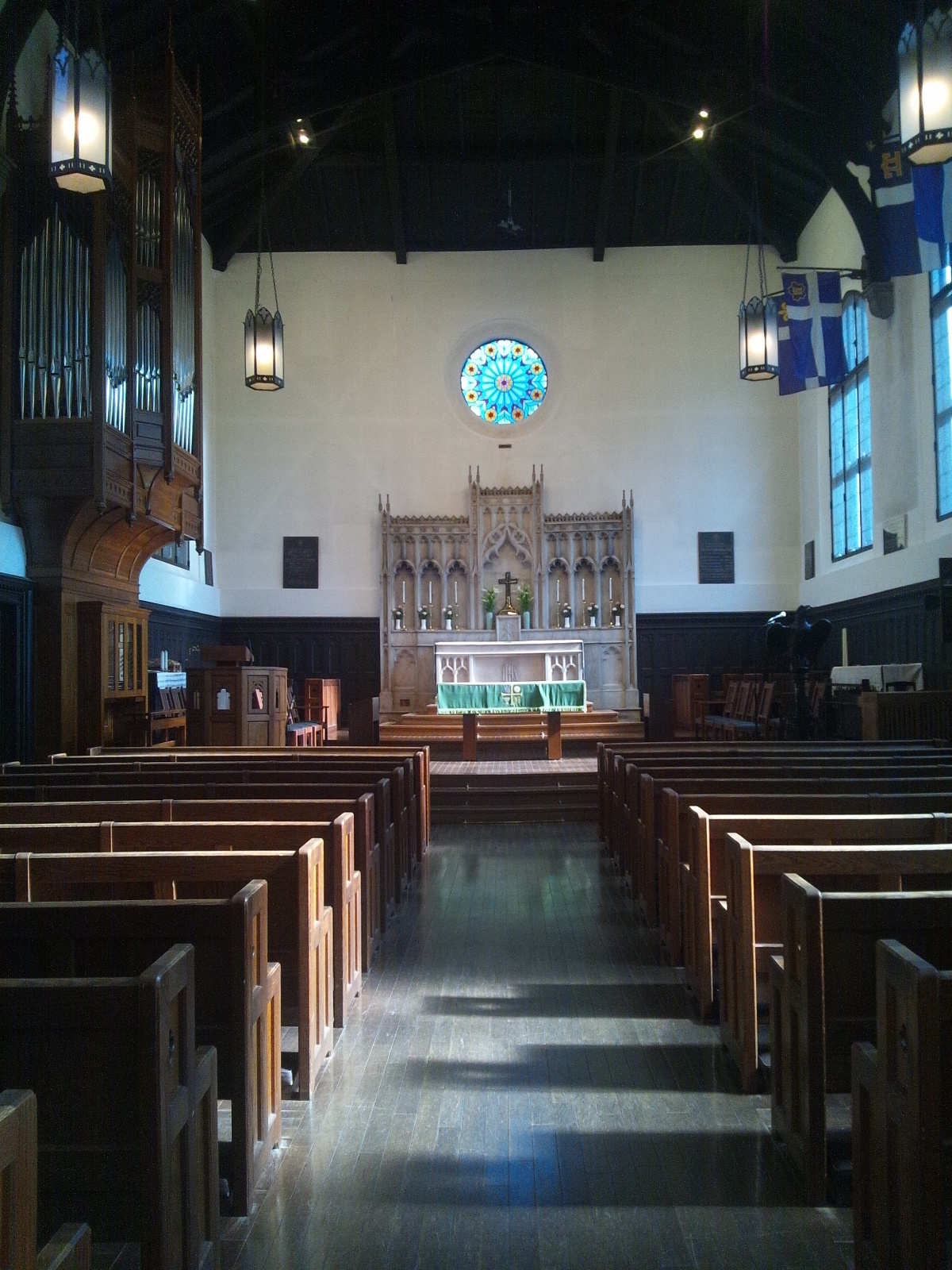
立教学院諸聖徒礼拝堂
典型的・伝統的な聖公会の聖堂内観

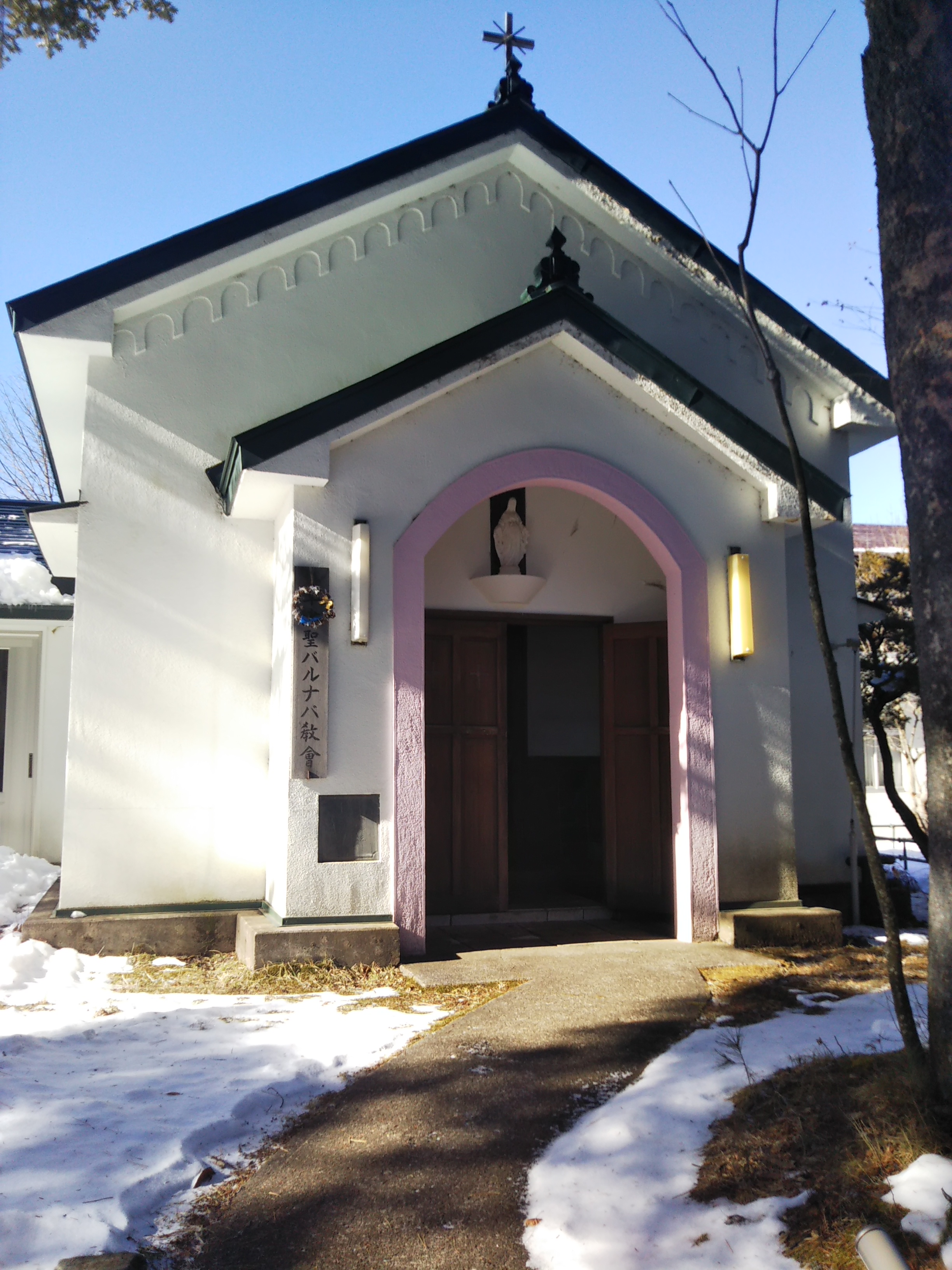
草津聖バルナバ教会
門の上に聖母マリアの彫像がある

### 中道（Via Media）の教会
聖公会は宗教改革の中からイングランドで生まれたイングランド国教会を母体とする一教派であるため、広義のプロテスタントに含まれると見なす（あるいは自認する）見解もあるが、典礼様式や組織構造など外面的な部分に関しては他のプロテスタント教会と大きく異なり、むしろカトリック教会と非常に近しい（ともすると、第2バチカン公会議以降の現代カトリック教会以上に古式を残している場合さえある）。カトリック教会とプロテスタントの中間というのが実態であり、一般的には「中道（ラテン語: Via Media／ヴィア・メディア）」の教会・「ブリッジ・チャーチ（架け橋の教会）」であると自認している。
「Via Media」とは、エリザベス1世時代にイングランド国教会の教義確立に大きく貢献した神学者リチャード・フッカーが使い始め、のちにオックスフォード運動の先導者ジョン・ヘンリー・ニューマンらが肉付けした言葉である。これは単に「中間的」という意味ではなく、正確には「あれでもなく、それでもない」、「これでしかない」という明確な主張を表現する言葉である。ローマ・カトリック教会の伝統絶対主義・教皇絶対主義も、ピューリタン（急進的プロテスタント）の極端な「聖書のみ」・聖書絶対主義も採らず、「あらゆる絶対主義を否定する」という点が根幹である。また、「途上にある」という意味も込められており、「ドグマティックな結論を出さず、不完全性をむしろ誇りとして、多様な考え方を認めて共に考え続ける」、「真理の道を歩み続ける」といった含意もある。

### カトリック的な側面
- 歴史的主教制[14]（監督制）：聖職者を平信徒と明確に区別し、主教（Bishop）・司祭（Priest）・執事（Deacon）の三聖職位制を保っており、使徒継承性を自認している。
- 管区・教区があり、必ず主教によって統括される。
- 修道士・修道会制度が存在する（一旦ほとんど廃止され、19～20世紀になってから復興された[15]）。アングリカン・ベネディクト会、アングリカン・フランシスコ会などが存在する[16]。
- 聖職者の祭服（アルブ、ストールなど）や、聖堂の様式（ほとんど必ず中央奥に祭壇と聖卓がある）などはカトリックとほとんど同じである。
- 教会暦の概念があり、時節によって定められた祭色を用いる。
- 礼拝の式次第は、幾度もの変遷を遂げているが、現行のものは特に聖餐式に関しては、おおよそローマ典礼（英語版）（カトリック教会のミサ）に準拠した形式となっている。また、朝の祈りでは「ザカリヤの賛歌」（ベネディクトゥス・ドミヌス・デウス）、夕の祈りでは「マリヤの賛歌」（マニフィカト）、就寝前の祈りでは「シメオンの賛歌」（ヌンク・ディミティス）が主に歌われまたは唱えられるのは、カトリックの聖務日課から受け継いだ形式である。
- 聖餐には原則的に薄い種無しパン（ホスチア、ホースト、ウェファー）とアルコール発酵したぶどう酒が用いられる。
- 儀礼の中では聖餐を何よりも重要視し、原則的に毎主日（教会によっては毎朝）聖餐式が行われる。
- 教名（一般的には洗礼名、または教名の風習がない教派からの転会者は堅信に際して名付けられる）、また教父母の風習がある。
- 多くの教会で、「聖○○教会」という具合に、特定の守護聖人に因んだ名が付けられる。
- 公祷の祈祷文は、原則的に全て成文祈祷であり、一冊の祈祷書にまとめられている（一冊の祈祷書に全ての成文祈祷を載せるという形式は、聖公会発祥である）。
- 主日の聖餐式や週日の朝・夕の祈りでは、その日に朗読される聖書箇所（聖書日課）が全て定められている。
- 逝去者のための祈り（レクイエム）を行う。
- グレゴリオ聖歌の旋律に由来する聖歌がある[注 3]。

以下、主に「ハイ・チャーチ」と呼ばれる教会に見られる特徴
- 聖像を認めており、イエス・キリストや聖母マリア、その聖堂の名前の由来になった聖人、天使などの絵や彫像を、祭壇やステンドグラス、バナー（旗）などに用いる場合がある。
- 聖餐を伴う礼拝（聖餐式）のことを、英語ではMass（ラテン語の「ミサ：Missa」と同語）と呼ぶことがあり、日本語でも稀にミサと呼ぶ場合がある[18]。
- 礼拝中、特定の箇所で十字を切る、ひざまづく、立つなどの決まった所作がある。
- 陪餐の際に、分餐者の前でひざまづいて、分餐者の手から信徒の口で聖体を拝領する場合がある。
- 礼拝中、振り香炉（抹香）やトーチ（行列用の手持ち蝋燭）を用いる場合がある。
- 礼拝中の全てまたはほとんどの祈祷文を、旋律を付けて朗唱（唱詠司式／チャンティング：Chanting／コーラル・サーヴィス：Choral Service）する場合がある。こうした盛式聖餐式を、「ハイ・マス」（High Mass）・「荘厳ミサ」（Solemn High Mass）や「歌ミサ」（Sung Mass）と呼ぶ。対義語は「ロー・マス」（Low Mass）である[19]。
- 現在、多くの聖公会は、司式者と会衆が向かい合って行われる対面司式であるが、司式者が祭壇に向かい会衆に背を向けて司式する背面司式を行う場合も稀にある。
- 司祭に対する敬称として、神父・Fatherと呼ぶ場合がある。（多くの教会では「司祭」あるいは「○○先生」と呼ぶ。稀に牧師と呼ぶ場合もあるが、聖公会における「牧師」（Rector）はプロテスタントの用語とは異なり、カトリックにおける主任司祭、即ち、その教会の管理者たる司祭という意味である。）[20]（詳細は「牧師#呼称と役職の教派別対照表」および「牧師#聖公会の牧師」を参照）

### プロテスタント的な側面
- ローマ教皇の首位権を認めず、また聖公会内に教皇のような絶対的指導者を置かず（カンタベリー大主教が名誉としての筆頭聖職者ではある）、原則として国や地域ごとに置かれた各教会のゆるやかな連合体（アングリカン・コミュニオン）として成り立っている。
- 聖母マリアの無原罪の御宿り・被昇天の教義を認めない。
- 煉獄の教義を認めない。
- 聖餐式は、聖職も信徒も等しく、原則的にパンとぶどう酒の二種陪餐（両形色）である。
- 「聖体」を、聖餐式の中で飲食する以外の目的で用いること（聖体賛美式など）は行わない。
- 礼拝は原則的に各国語で行われる。
- 公会議は、第4回目のカルケドン公会議まで、あるいは第7回目の第2ニカイア公会議までのみを認める[注 4]。
- 聖職者の結婚を認める（修道士を除く）。
- 個人懺悔を義務とせず、懺悔のあとに行動による「償い」も課さない。
- 離婚・再婚を認める。
- （ここ数十年の間の変革であるが、）女性聖職者を認めつつある。

これら「プロテスタント的な側面」の多く（ことに前半部分）は、正教会とも類似する要素である。

### 中間的な側面
- 旧約聖書はいわゆる「続編」を含み、礼拝中の聖書朗読でも普通に旧約聖書として扱われるが、「この部分を元に教義を建てない」という原則も持っており、聖典とは区別している[23]。
- 聖奠（サクラメント）は洗礼・聖餐の2つとするが、堅信・聖職按手・聖婚・個人懺悔・病人の按手および塗油の5つを「聖奠的諸式」（Sacramental Rites）と称して、実質的にはサクラメントに準ずる、聖霊の恵みを伴う神秘的儀礼として認めている。
- 聖餐論に関しては個々の聖職者や信徒によって様々な理解がなされているが、概して、カトリックの全実体変化説も、一部プロテスタントの象徴説からも距離を置く。ただ、聖餐式の式文中には、「イエス・キリストの肉を食し、その血を飲み」や「主イエス・キリストの体／血」などといった語句が用いられている。（詳細は「聖餐論#聖公会の聖餐理解」を参照）
- 聖人の概念があり、聖人崇敬を否定しないが、義務ともしない。また、聖母マリアや聖人に対する執り成しの祈りも公祷においてはほとんど行わない（但し、聖歌隊によるアンセムでは、「アヴェ・マリア」などが歌われることがある）。聖公会として公式に記念する聖人は、宗教改革以前の人物がほとんどで、カトリックや正教会などよりも限定的である。しかし、これは認めないということではなく、「諸聖徒の交わり」として尊重している。例えば、教名に、カトリックでのみ、あるいは正教会でのみ認定されている聖人や福者らの名を用いることなどもできる場合がある。
- 「聖書のみ」ではなく、「聖書」・「伝統」・「理性」の3つを信仰の柱とする[24][注 5]。3つめの「理性」をも重んずるところから、自由主義神学的な信仰理解をする者が比較的多い。
- 礼拝中に歌われる歌（Chant, Hymn）のことを、漢語では「讃美歌」ではなく「聖歌」と訳す（カトリック、正教会と同様）が、その多く（英語では"Hymn"と称するもの）は、ルター派のコラールに類似した、全会衆で唱和する平易な歌である。（但し、聖歌隊によるアンセムでは、カトリック由来のラテン語多声聖歌も歌われることがある。）また、祈祷文や詩編唱の唱詠において（英語では"Chant"と称するもの）は、アングリカン・チャント（英語版）と呼ばれる、ホモフォニックかつメリスマをあまり用いずシラビックで平易な和声聖歌の伝統がある[27][28]。

## 歴史

### 古代～中世初期

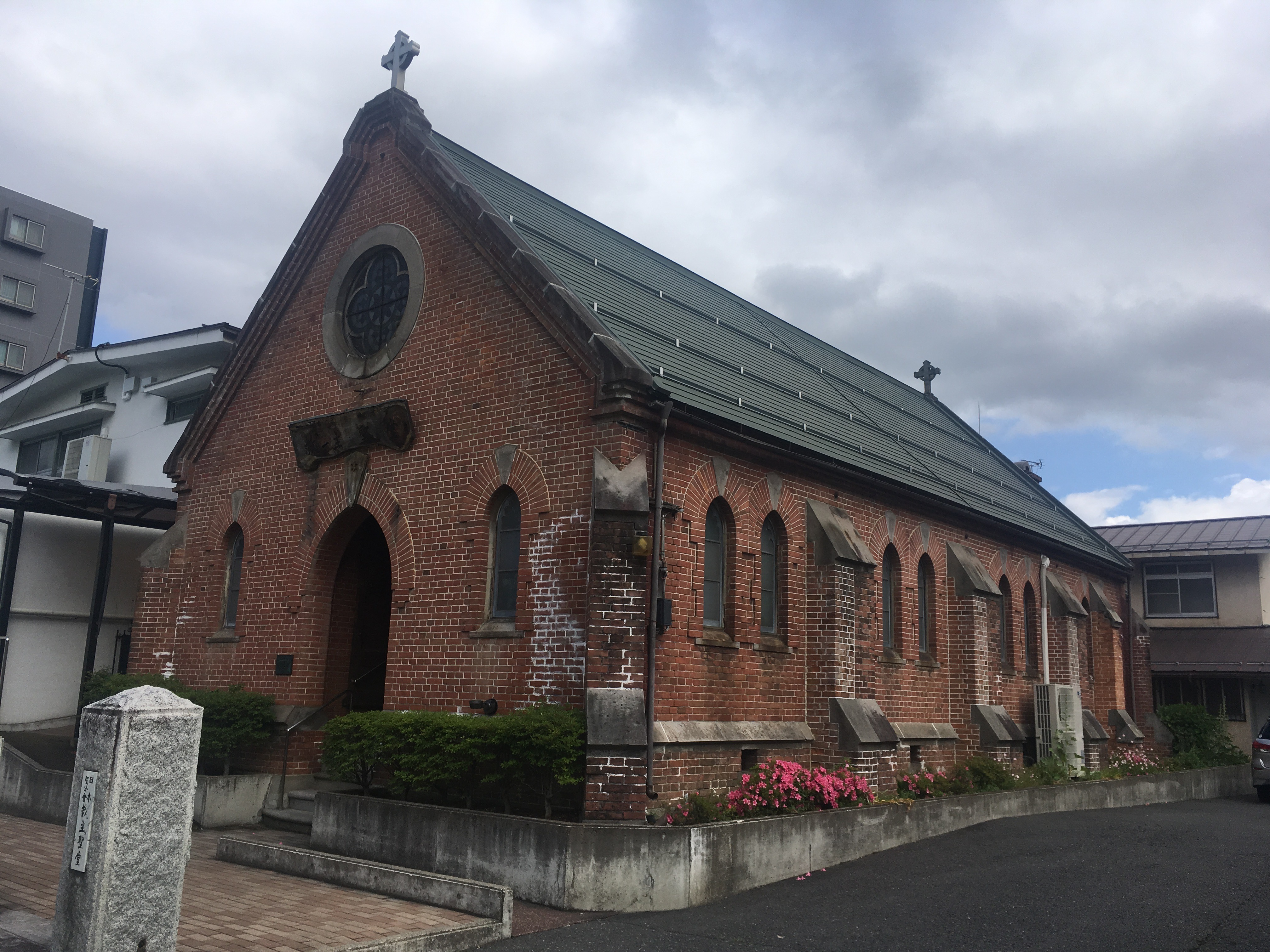
長野聖救主教会：屋根にケルト十字が掲げられている

ブリテン諸島における本格的なキリスト教の歴史は、ウェールズ出身で432年よりアイルランドに伝道した聖パトリックに遡る。
続いて563年には、アイルランド出身の修道士・聖コルンバが、アイオナ島やスコットランドに伝道し、さらに635年には聖エイダンがイングランド北部にリンディスファーン修道院を創建し、ケルト系キリスト教がブリテン諸島の主流となった。
一方、597年にはカンタベリーのアウグスティヌスが教皇グレゴリウス1世の命によりイングランドへ派遣され、初代カンタベリー大司教に着座する（聖公会の起源の一つとされる）。こうして土着的なケルト系キリスト教と直系のローマ・カトリックがせめぎ合う状態となったが、664年のウィットビー教会会議でケルト系キリスト教の主張が破られたことを転機として、次第にケルト系キリスト教はローマ・カトリックに同化されていった。
のちの時代の聖公会においては、この歴史により、ブリテン諸島ではローマ・カトリックより前から独自のキリスト教文化があったとして、ケルト系キリスト教にアイデンティティーを見出す動きが一部に見られ、近代に建てられた各国の聖公会の聖堂や墓碑などにも、ケルト十字が好んで用いられるという傾向もある。

### 中世盛期
イングランドでは11世紀以降、グレゴリオ聖歌を中心としたローマ典礼とは違った、ソールズベリー大聖堂を中心としたセーラム典礼（ソールズベリー典礼）という独自の典礼様式があった。これは、1549年編纂の『イングランド国教会祈祷書』（第一祈祷書）にも影響を与えた。
1380年、ジョン・ウィクリフが聖書の英語訳を行い、また神学面でもローマ・カトリックに異を唱え、ロラード派と呼ばれる初期宗教改革運動が始まった。

### 宗教改革期
イングランド王ヘンリー8世の時代、国王の離婚問題やローマ教皇庁に対する献金などの問題からイングランドと教皇庁との対立が生じ、1534年、ヘンリー8世はイングランド王をイングランド全教会の首長とする「国王至上法」（首長令）を公布し、ローマ・カトリック教会からの独立を宣言した。しかし、この時点ではあくまでローマ・カトリックの教義・典礼を残したまま、国家単位での組織的な独立のみを図った。これがヨーロッパ大陸におけるルターやカルヴァンらの宗教改革との決定的な相違点である。のちの時代にフランスで興ったガリカニスムに近い。
1547年、ヘンリー8世が崩御してエドワード6世の治世に入ると、カンタベリー大主教トマス・クランマーらの主導により、内容的にも独自の宗教改革が進められた。1553年、クランマーは、ルター派との話し合いから生まれた『42箇条』を作成した。しかし、同年にメアリー1世が即位すると、ローマ・カトリックへの復帰を進め、『42箇条』は廃棄され、1556年にはクランマーも処刑された。1558年にエリザベス1世が即位すると、カンタベリー大主教マシュー・パーカーらの主導で再びプロテスタント的な改革が進められ、エリザベス1世は1559年に改めて国王至上法を採択し、1563年には『イングランド国教会の39箇条』を発布して、ローマ・カトリックと完全に決別した。しかしエリザベス1世のもとでの改革は、ローマ・カトリックへの復帰も急進的なプロテスタント化（ピューリタン）も退ける穏健・中立的な方針であり、「Via Media」というスローガンもこの頃に定まった。
その後も、チャールズ1世（在位1625年～1649年）の代には、ローマ・カトリックに親和的な反動政策と、ピューリタン弾圧や、1567年以来カルヴァン主義の長老派教会が国教（スコットランド国教会）となっていたスコットランドに対してもイングランド国教会の支配を強要しようとしたなどの問題が契機となって清教徒革命が勃発するなど、英国の宗教事情はカトリック的な伝統維持とプロテスタント的な改革を行き来したが、大局的には「Via Media」の精神が貫かれた。

### 近世～現代
1784年、アメリカ合衆国の独立に伴って米国聖公会が成立し、英国領土以外では初の独立した聖公会となった。1867年には第1回ランベス会議が開催され、「アングリカン・コミュニオン」という国際的教会連合となっていった。
1833年にはイングランド国教会内において、オックスフォード運動と呼ばれる典礼および神学上の復古運動が始まり、カトリック的な伝統への回帰の動きが高まった。
他方、イングランド国教会の司祭であったジョン・ウェスレー（1703年～1791年）による、改革派プロテスタントの一派・アルミニウス主義に立脚したメソジスト運動が興され、メソジスト監督教会として聖公会から分離独立するなどの動きも出た。
現代においては、女性の聖職者を認めるか否かや、性的少数者に対する姿勢などの問題で、社会思想上の保守派と革新派の対立が生じており、保守的なグループが分離独立したり、聖職者がローマ・カトリックに改宗するなどの問題が起きている。（詳細は「エキュメニズム#失敗・分裂」を参照）

## 組織
世界各地にある聖公会の諸教会の世界的連合を、アングリカン・コミュニオン（Anglican Communion）という。アングリカン・コミュニオンは原則的にイングランド国教会を母体とし、カンタベリー大主教の名誉的地位を認めるが、カンタベリー大主教には自管区以外の全聖公会に対する裁治権はない。聖公会の教会組織は、国や地域ごとに独立して自治を行う形態をとっている。

### 系譜と名称
旧英国植民地を中心とする多くの地域の聖公会では、英国に端を発した教会という意味で、「アングリカン・チャーチ・オブ・国名」を用いる。
いくつかの国では「監督派教会」（エピスコパル・チャーチ：Episcopal Church）として知られる。アメリカ独立戦争の時にイングランド国教会との関係が断たれて、聖職按手などをスコットランド聖公会（Scottish Episcopal Church）の協力の下で行なったので、米国聖公会（Episcopal Church in the U.S.A.）がそう呼ばれるようになったからであり、実際は聖公会の他にもルター派やメソジスト監督教会などの監督制の教会が存在する。スコットランド聖公会が監督派と呼ばれるようになった所以は、長老派のスコットランド国教会が多数派かつ国教であるのに対して、また清教徒革命（イングランド内戦）の時にイングランド国教会派側と対立した長老派と組合派（独立派）に対して、あくまで歴史的主教制（監督制）の維持を重んじるスコットランド聖公会がそう呼ばれるようになった。
特異な例としては、イングランド国教会にもスコットランド聖公会にもルーツを持たず、19世紀に復古カトリック教会の流れからローマ・カトリックと分離し、のちにアングリカン・コミュニオンの一員となった、スペイン改革監督教会、ポルトガルのルシタニア・カトリック使徒福音教会がある。

### 会議
世界の聖公会（および復古カトリック教会など聖公会とフル・コミュニオンの関係にあるいくつかの教会）の主教が10年ごとに集まり、意見を交換するランベス会議が開催される。この会議には公会議と違って裁治権はなく、交流会・相互学習会的なものである。
また、1979年から、アングリカン・コミュニオンの自立した教会の首座主教 が、2, 3年に一度、神学的・社会的・国際的な課題を協議するために集まる全聖公会中央協議会（ACC）も行われている。

### 信者数
聖公会系の教会は、大英帝国の植民地の拡張に伴い、米国聖公会（米国における教会員はおよそ300万人である）、カナダ聖公会（信徒数は200万人を越えている）、オーストラリア聖公会 （オーストラリア全人口の約20％がこの教会に所属している）、ニュージーランド、南アフリカ等で信者を増やしていった。現在ではイギリス国外における信者の人数が、国内の信者の人数を上回っており、その大部分はアフリカで占められる。

## 他教派との関係

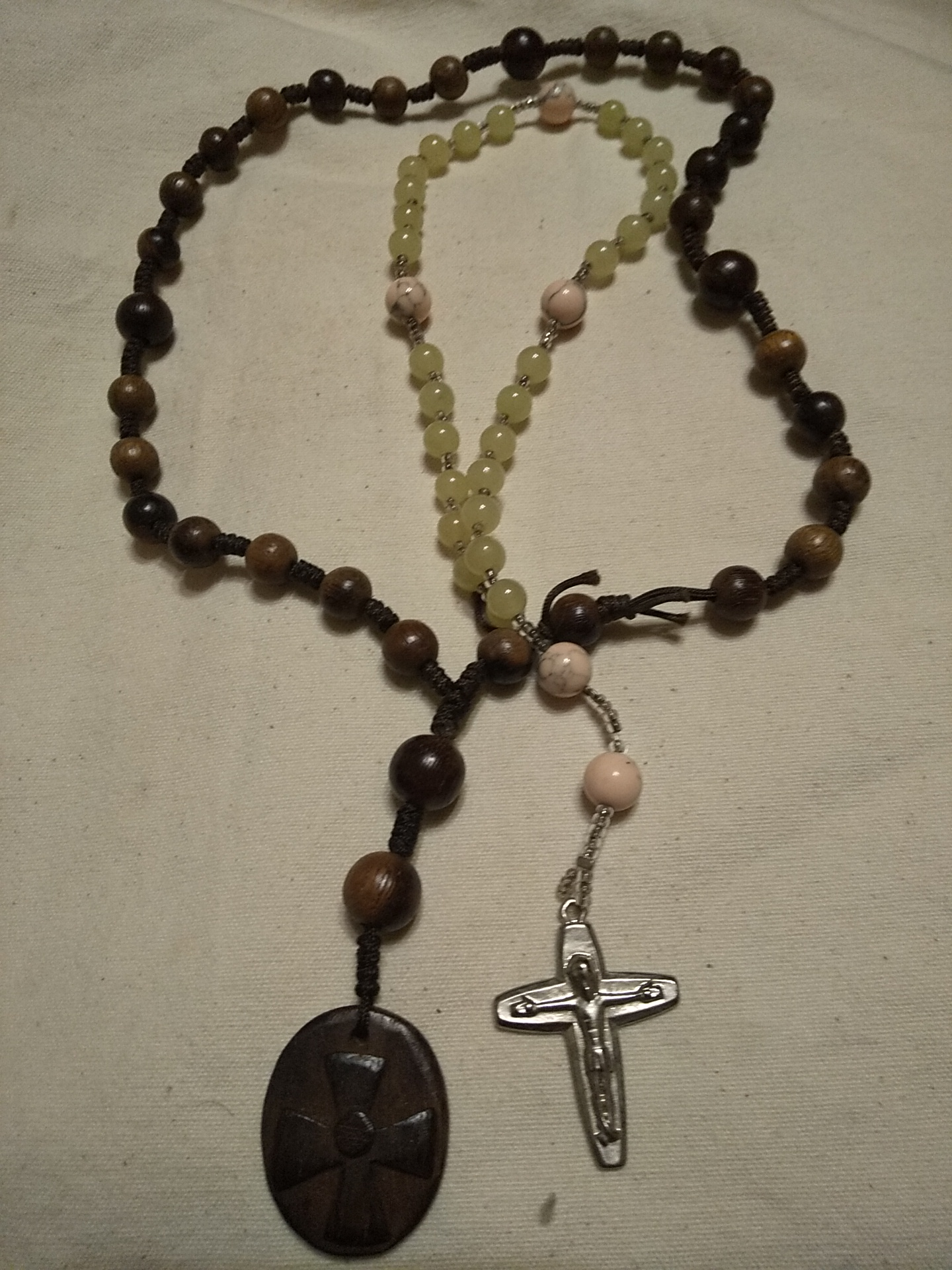
2種類のアングリカン・ロザリー

「Via Media」の精神の１つとして「多様性の中の一致（Unity in Diversity）」という精神もあることから、多くの聖公会はエキュメニズム運動に対して積極的である。アングリカン・コミュニオンとして世界教会協議会（WCC）に加盟している。日本聖公会は、日本キリスト教協議会（NCC）に加盟している。
1870年の第1バチカン公会議に異を唱えてローマ・カトリック教会から分離し、オランダ・ドイツなどに分布する復古カトリック教会や、聖公会とプロテスタント諸教派の合同教会である北インド教会・南インド教会・パキスタン教会、またトマス派の流れを汲むインドのマランカラ・マール・トマ・シリア教会などと完全相互聖餐（フル・コミュニオン）関係にある。また、プロテスタントの中では、様式面や成立の経緯などの点において、ルーテル教会・ことに北欧（スカンディナヴィア）諸国のルーテル教会との共通点が最も多く、1994年から2010年にかけて、ブリテン諸島およびスペイン・ポルトガルの聖公会と、ノルウェー国教会・スウェーデン国教会など北欧・バルトのルーテル教会とで、相互聖餐および互いの使徒継承性を認め合う合意（ポルヴォー・コミュニオン）がなされている。日本においては日本聖公会、日本福音ルーテル教会、カトリック教会の三者での合同礼拝も行われた。
カトリックの司祭によれば「（聖公会自身は）ローマ教皇の教権と統治に逆らった点でプロテスタントであるが、使徒継承の信仰と伝統を護持する点でカトリック教会である」としている。プロテスタントに比べるとカトリック教会に近いという。
正教会、ことにロシア正教会とは、神学上・教会法上の一定の親和性があったことと、ロシア帝国のロマノフ朝とイギリス連合王国のハノーヴァー朝が親戚関係にあったことなどから、聖公会との関係深化の話し合いは19世紀頃からロシア革命までは継続されていた。近代に復興されたアングリカン・ロザリー（アングリカン・プレイヤー・ビーズ：w:Anglican prayer beads）と呼ばれるロザリオの一種は、正教会のコンボスキニオンと同様に、イエス・キリストの生涯を表す33珠である。また、近代ロシア聖歌はホモフォニック・シラビックな和声聖歌であり、アングリカン・チャントに類似する。ただし現在では正教会と聖公会との関係は、特別に深いものではなくなっている。
日本聖公会においては、ウクライナ正教会やコプト正教会の礼拝（奉神礼、聖体礼儀）に、自らの聖堂を貸し出すことが行われている。

### 系統概略図

キリスト教諸教派の成立の概略を表す樹形図。更に細かい分類方法と経緯があり、この図はあくまで概略である。

聖公会、プロテスタント諸教派、アナバプテストの系統概略